# Vellekla
Vellekla (norrønt "mangel på guld") er en delvist bevaret drapa, der blev nedskrevet i slutningen af 900-tallet  af den islandske skjald Einarr Helgason. Det er en af de to drapaer han fremstillede til Håkon jarl. Den omhandler bl.a. slaget ved Hjörungavágr og Håkons felttog i Danmark.

## Struktur og bevaring
Vellekla er ikke bevaret som et komplet digt i nogen manuskripter, men som individuelle vers og dele af vers, som er bevaret i form af citationer i adskillige adskillige senere poesiværker. Forskellige vers, der bliver tilskrevet Einarr Helgason, men som ikke er en del af bestemte digte, bliver af visse forskere også antaget som værende en del af Vellekla.
Den islandsk fødte filolog Finnur Jónsson har rekonstrueret den centrale del af fortællingen på baggrund af bevarede dele i kongesagaerne; Fagrskinna, Heimskringla, Óláfs saga Tryggvasonar en mesta og Flatøbogen.
Finnur mente at de bevarede vers i Skáldskaparmál, hvor Håkon bliver direkte omtalt, var en del af begyndelsen og afslutningen på digtet. To linjer er også bevaret i Third Grammatical Treatise. I Finnurs rekonstruktion er der i alt 37 vers, hvoraf 16 er halv-vers og 21 er hele vers.

## Udgaver
- Finnur Jónsson (ed.). Den norsk-islandske skjaldedigtning. Vols 1A-2A (tekst efter håndskrifterne) and 1B-2B (rettet tekst). Copenhagen and Christiania [Oslo]: Gyldendal, 1912–15; rpt. Copenhagen: Rosenkilde & Bagger, 1967 (A) and 1973 (B), vol. 1A, pp. 122–31, 1B, pp. 117–24.[6]
- Lindquist, Ivar (ed.) (1929). Norröna lovkväden från 800- och 900-talen. 1. Förslag till restituerad täxt jämte översättning, pp. 44–55. Lund: Gleeruppp.[6]
- Kock, Ernst A. (ed.) (1946–50). Den norsk-isländska skaldediktningen, vol. 1, pp. 66–9. Lund: Gleerup.[6]

## Oversættelser
- Freudenthal, Axel Olof (1865). Einar Skålaglams Vellekla, öfversatt och förklarad. Frenckell.[3]
- Hollander, Lee M. (trans.) (1945). The Skalds: A Selection of Their Poems. New York: American-Scandinavian Foundation; Princeton: Princeton University Press.[6]